# Slagorden ved Andet slag om el-Alamein
Slagorden ved Andet slag om el-Alamein er en opremsning af de væsentligste enheder, der deltog i slaget mellem den 23. oktober og den 3. november 1942.

## 8. Britiske Arme
Under ledelse af generalløjtnant Bernard Montgomery

### Arme Tropper
- - 1. King's Dragoon Guards
  - 3. sydafrikanske panservogns Regiment
  - 4/8 sydafrikanske panservogns Regiment

- - 8. Arme Tropper Royal Engineers
  - 295. Felt Kompagni Royal Engineers
  - 566. Arme Troppekompagni Royal Engineers
  - 568. Arme Troppekompagni Royal Engineers
  - 25. Felt Kompagni South African Engineers
  - 27. Felt Kompagni, South African Engineers
  - 31. Felt Kompagni, South African Engineers

- - 8. Armes Signalenhed

- - Hovedkvarteret for 8.britiske pansrede division (generalmajor Charles Henry Gairdner)
  - 146. Felt Regiment Royal Artillery
  - 73. Anti-tank Regiment Royal Artillery
  - 56. Lette Anti-luftskyts Regiment Royal Artillery

- - 6. Felt Eskadron Royal Engineers
  - 9. Felt Eskadron Royal Engineers
  - 145. Felt Park Eskadron Royal Engineers

- - 8. pansrede Divisions Signalenhed

- - 1. Kampvogns Brigade (brigadegeneral Price)
    - 42. Royal Tank Regiment
    - 44. Royal Tank Regiment

begge var udstyret med minestrygende Matilda kampvogne

### XXX Britiske Korps
Under ledelse af generalløjtnant Oliver Leese
- - 2. Medium Regiment Royal Artillery
  - 64. Medium Regiment Royal Artillery
  - 69. Medium Regiments Royal Artillery

- - 66. Morter kompagni Royal Engineers
  - 11. Felt Kompagni, South African Engineers
  - 13. Felt Kompagni, South African Engineers
  - 22. Felt Park Kompagni, South African Engineers

- - XXX Corps Signalenhed

- 9. australske division (generalmajor Leslie Morshead)

- - 9. Division Kavaleriregiment
  - 2/2 Maskingeværbataljon
  - 2/3 Pionerbataljon

- - 2/7 Felt Regiment, Royal Australian Artilleri
  - 2/8 Felt Regiment, Royal Australian Artilleri
  - 2/12 Felt Regiment Royal Australian Artilleri
  - 3 Anti-Kampvogns Regiment, Royal Australian Artilleri
  - 4 Lette Anti-luftskyts Regiment, Royal Australian Artilleri

- - 2/3 Felt Kompagni, Royal Australian Engineers
  - 2/7 Felt Kompagni Royal Australian Engineers
  - 2/13 Felt Kompagni Royal Australian Engineers
  - 2/4 Felt Park Kompagni Royal Australian Engineers

- - 9. Australske Divisions Signalenhed

- 24. australske brigade (brigadegeneral Arthur H.L. Godfrey)
  - 2/28. Australske Infanteri Bataljon, Western Australia (West Australia)
  - 2/32. Australske Infanteri Bataljon, Victoria (Victoria)
  - 2/43. Australske Infanteri Bataljon, South Australia (South Australia)

- 26. australske brigade (Brigadegeneral David A. Whitehead)
  - 2/23. Australske Infanteri Bataljon, Victoria
  - 2/24. Australske Infanteri Bataljon, Victoria
  - 2/48. Australske Infanteri Bataljon, South Australia

- 20. australske brigade (Brigadegeneral H. Wrigley)
  - 2/13th Australske Infanteri Bataljon, New South Wales
  - 2/15th Australske Infanteri Bataljon, Queensland
  - 2/17th Australske Infanteri Bataljon, New South Wales

- 23. britiske pansrede brigade (brigadegeneral George W. Richards) 186 Valentine Kampvogne
  - 8. Royal Tank Regiment [under kommando af 1. sydafrikanske division]
  - 40. Royal Tank Regiment
  - 46. Royal Tank Regiment
  - 50. Royal Tank Regiment

- 51. britiske Infanteri Division (Generalmajor Douglas Wimberley)
  - 51. Rekognosceringsbataljon
  - 1/7 Bataljon[The Middlesex Regiment (maskingeværbataljon)

- - 126. Felt Regiment Royal Artilleri
  - 127. Felt Regiment Royal Artillery
  - 128. Felt Regiment Royal Artillery
  - 61. Anti-tank Regiment Royal Artillery
  - 40. Lette Anti-luftskyts Regiment Royal Artillery

- - 274. Felt Kompagni Royal Engineers
  - 275. Felt Kompagni Royal Engineers
  - 276. Felt Kompagni Royal Engineers
  - 239. Felt Park Kompagni Royal Engineers

- 51. Highland Divisions Signalenhed

- 152. britiske infanteribrigade (brigadegeneral George Murray)
  - 2. Bataljon Seaforth Highlanders
  - 5. Bataljon Seaforth Highlanders
  - 5. Bataljon Queen's Own Cameron Highlanders

- 153. britiske infanteribrigade (brigadegeneral Douglas Graham)
  - 5. Bataljon Black Watch
  - 1. Bataljon Gordon Highlanders
  - 4/7 Bataljon Gordon Highlanders

- 154. britiske infanteribrigade (brigadegeneral Henry W. Houldsworth)
  - 1. Bataljon Black Watch
  - 7. Bataljon Black Watch
  - 7. Bataljon Argyll & Sutherland Highlanders

- 2. New Zealand division (generalløjtnant Bernard Freyberg)
  - 2 . NZ Division kavaleriregiment
  - 27. Bataljon (maskingeværbataljon)

- - 4. Felt Regiment Royal NZ Artilleri
  - 5. Felt Regiment Royal NZ Artilleri
  - 6. Felt Regiment Royal NZ Artilleri
  - 7. Anti-tank Regiment Royal NZ Artilleri
  - 14. Lette anti-luftskyts Regiment Royal NZ Artilleri

- - 6. Felt Kompagni Royal NZ Engineers
  - 7. Felt Kompagni Royal NZ Engineers
  - 8. Felt Kompagni Royal NZ Engineers
  - 5. Felt Park Kompagni Royal NZ Engineers

- - 2. New Zealand Divisions Signalenhed

- 5. New Zealand Infanteribrigade (Brigadegeneral Howard Kippenberger)
  - 21. Bataljon
  - 22. Bataljon
  - 23. Bataljon
  - 28. Māori Bataljon

- 6. New Zealand Infanteribrigade (brigadegeneral William Gentry)
  - 24. Bataljon New Zealand Infanteri
  - 25. Bataljon New Zealand Infanteri
  - 26. Bataljon New Zealand Infanteri

- 9. britiske pansrede brigade Brigade John Currie 35 Sherman, 37 Grant, 46 Crusader =118
  - 3. (The King's Own) Hussars
  - Royal Wiltshire Yeomanry
  - Warwickshire Yeomanry
  - 14. Bataljon The Sherwood Foresters

- - 1. sydafrikanske infanteridivision (generalmajor Dan Pienaar)
  - 3. sydafrikanske panservogns rekognosceringsregiment
  - Regiment President Steyn (Maskingeværbataljon)
  - 2. Regiment Botha

- - 1. Felt Regiment, Cape Felt Artillery, South African Artilleri
  - 4. Felt Regiment, South African Artillery
  - 7. Felt Regiment, South African Artillery
  - 1. Lette Anti-luftskyts Regiment, South African Artillery
  - 1. Anti-tank Regiment, South African Artillery

- - 1. Felt Kompagni, South African Ingeneers
  - 2. Felt Kompagni, South African Ingeneers
  - 3. Felt Kompagni, South African Ingeneers
  - 5. Felt Kompagni, South African Ingeneers
  - 19. Felt Park Kompagni, South African Ingeneers

- - 1. sydafrikanske Divisions Signalenhed

- 1. sydafrikanske infanteribrigade (brigadegeneral E.P. Hartshorn)
  - 1. Duke of Edinburgh's Own Rifles
  - 1. Royal Natal Carabineers
  - 1. Transvaal Scottish

- 2. sydafrikanske infanteribrigade (brigadegeneral Evered Poole)
  - 1. Cape Town Highlanders
  - 1. Natal Mounted Rifles
  - 1./2. Felt styrke Bataljon

- 3. sydafrikanske Infanteribrigade 
  - 1. Imperial Light Horse
  - 1. Rand Light Infanteri
  - 1. Royal Durban Light Infanteri

- 4. indiske infanteridivision (generalmajor Francis Tuker)
  - Central India Horse (Rekognoscering)
  - 5. bataljon 6. Rajputana Regiment (maskingevær)

- - 1. Felt Regiment Royal Artilleri
  - 11. Felt Regiment Royal Artillery
  - 32. Felt Regiment Royal Artillery
  - 149. Anti-tank Regiment Royal Artillery
  - 57. Lette anti-luftskyts Regiment Royal Artillery

- - 4. Felt Kompagni, Bengal Sappers and Miners
  - 12. Felt Kompagni, Madras Sappers and Miners
  - 21. Felt Kompagni, Bombay Sappers and Miners
  - 11. Felt Park Kompagni,Madras Sappers and Miners

- - 4. Indiske Divisions Signalenhed

- 5. indiske infanteribrigade (brigadegeneral Dudley Russell)
- 1/4 bataljon The Essex Regiment
- 4. bataljon (Outram's) 6. Rajputana Rifles
- 3. bataljon Queen Mary's Own 10th Baluch Regiment

- 7. indiske infanteribrigade (brigadegeneral Alan Holworthy)
  - 1. bataljon The Royal Sussex Regiment
  - 4. bataljon 16. Punjab Regiment
  - 1. bataljon 2. King Edward's Own Gurkha Rifles

- 161. indiske infanteribrigade (Brigadegeneral Francis E.C. Hughes)
  - 1. Bataljon Argyll & Sutherland Highlanders
  - 1. Bataljon 1. Punjab Regiment
  - 4. Bataljon 7. Rajput Rifles

### XIII Britiske Korps
Under kommando af generalløjtnant Brian Horrocks
- - 577. Felt Kompagni Royal Engineers
  - 578. Felt Kompagni Royal Engineers
  - 576. Felt Park Kompagni Royal Engineers

- - 13. Korps Signalenhed

- 50. Britiske Infanteri Division (Generalmajor John Nichols)
  - 2. Bataljon Cheshire Regiment (maskingevær Bataljon)
  - 74. Felt Regiment Royal Artillery
  - 111. Felt Regiment Royal Artillery
  - 124. Felt Regiment Royal Artillery
  - 154. Felt Regiment Royal Artillery
  - 102. Anti-tank Regiment Royal Artillery
  - 34. Lette Anti-luftskyts Regiment Royal Artillery

- - 233. Felt Kompagni Royal Engineers
  - 505. Felt Kompagni Royal Engineers
  - 235. Felt Park Kompagni Royal Engineers

- - 50 Northumbrian Division Signalenhed

- 1. Græske infanteribrigade (Brigadegeneral Pausanias Katsotas)
  - 1. Infanteribataljon
  - 2. Infanteribataljon
  - 3. Infanteribataljon
  - 1. Artilleri Regiment
  - 1. Maskingeværkompagni
  - 1 Ingeniørkompagni

- 151 Britiske Infanteribrigade (tilknyttet 2. New Zealand Division 29. oktober – 3. november)

(Brigadegeneral Joscelyn E.S. Percy)
- - 6. Bataljon Durham Light Infanteri
  - 8. Bataljon Durham Light Infanteri
  - 9. Bataljon Durham Light Infanteri

- 69. Britiske infanteribrigade (Brigadegeneral Edward C. Cooke-Collis)
  - 5. Bataljon East Yorkshire Regiment
  - 6. Bataljon Green Howards
  - 7. Bataljon Green Howards

- 44 Britiske Infanteridivision (Generalmajor Ivor T.P.Hughes)
  - 44. Rekognoscerings Bataljon
  - 6. Bataljon Cheshire Regiment (maskingevær Bataljon)

- - 53. Felt Regiment Royal Artillery
  - 57. Felt Regiment Royal Artillery
  - 58. Felt Regiment Royal Artillery
  - 65. Felt Regiment Royal Artillery
  - 57. Anti-tank Regiment Royal Artillery
  - 30. Lette Anti-luftskyts Regiment Royal Artillery

- - 11. Felt Kompagni Royal Engineers
  - 209. Felt Kompagni Royal Engineers
  - 210. Felt Kompagni Royal Engineers
  - 211. Felt Park Kompagni Royal Engineers

- - 44. Home Counties Division Signalenhed

- 132. britiske infanteribrigade (Brigadegeneral Lashmer Whistler)
  - 4. Bataljon The Queen's Own Royal West Kent Regiment
  - 5. Bataljon The Queen's Own Royal West Kent Regiment
  - 2. Bataljon The Buffs (Royal East Kent Regiment)

- 7. Britiske pansrede division (Generalmajor John Harding)
  - 1. Household Cavalry Regiment
  - 11. Hussars [under kommando af 4. Pansrede Brigade]
  - 2. Derbyshire Yeomanry [under kommando af 8. Pansrede Division]

- - 3. Felt Regiment Royal Horse Artillery
  - 4. Felt Regiment Royal Artillery
  - 97. Felt Regiment Royal Artillery
  - 65. Anti-tank Regiment Royal Artillery
  - 15. Light Anti-luftluftskyts Regiment Royal Artillery

- - 4. Felt Eskadron Royal Engineers
  - 21. Felt Eskadron Royal Engineers
  - 143. Felt Park Eskadron Royal Engineers

- - 7. Pansrede Divisions Signalenhed

- 4. Britiske let Pansrede Brigade (Brigadegeneral Marcus G. Roddick) 57 Stuart, 14 Grant –71 Kampvogne
  - Royal Scots Greys
  - 4./8. Hussars
  - 1. Bataljon King's Royal Rifle Corps

- 22. Britiske pansrede brigade (Brigadegerneral George "Pip" Roberts) 57 Grant, 46 Crusader, 19 Stuart-122 Kampvogne
  - 1. Royal Tank Regiment
  - 5. Royal Tank Regiment
  - 4. County of London Yeomanry
  - 1. Bataljon Rifle Brigade

- 131. infanteribrigade (Brigadegeneral William Donovan Stamer)
  - 1/5 Bataljon Queens Regiment
  - 1/6 Bataljon Queens Regiment
  - 1/7 Bataljon Queens Regiment

- 1. Frie franske brigade (brigadegeneral Marie Pierre Koenig)
  - 2. Bataljon Fremmedlegionen
  - 3. Bataljon Fremmedlegionen
  - 1. March Bataljon

- - 1 Artilleriregiment

### X Britiske Korps
Under kommando af generalløjtnant Herbert Lumsden
- - 571 Felt Kompagni Royal Engineers
  - 572 Felt Kompagni Royal Engineers
  - 573 Felt Kompagni Royal Engineers
  - 570 Felt Park Kompagni Royal Engineers

- - 10 Korps Signalenhed

- 1. britiske pansrede division (Generalmajor Raymond Briggs)
  - 12. Royal Lancers
  - 4/6 Sydafrikanske panservogns Regiment

- - 2. Felt Regiment Royal Horse Artillery
  - 4. Felt Regiment Royal Horse Artillery
  - 11. Felt Regiment Royal Horse Artillery [fra 8. Pansrede Division]
  - 76. Anti-tank Regiment Royal Artilleri
  - 42. Lette Anti-luftskyts Regiment Royal Artillery

- - 1. Felt Eskadron Royal Engineers
  - 7. Felt Eskadron Royal Engineers
  - 1. Felt Park Eskadron Royal Engineers
  - 1. Pansrede Divisions Signalenhed

- 2. britiske pansrede brigade ( Brigadegeneral Arthur Fisher 92 Sherman, 68 Crusader-160 Kampvogne
  - 2. Dragoon Guards (Queen's Bays)
  - 9. Queen's Royal Lancers
  - 10. Royal Hussars
  - Yorkshire Dragoons

- 7. britiske motoriserede brigade (Brigadegeneral Thomas J. Bosville)
  - 2. Bataljon Kings Royal Rifle Corps
  - 2. Bataljon Rifle Brigade
  - 7. Bataljon Rifle Brigade

- 10.britiske pansrede division (Generalmajor Alexander Gatehouse
  - Royal Dragoons
  - 1. Felt Regiment Royal Horse Artillery
  - 5. Felt Regiment Royal Horse Artillery (tilknyttet fra 8. Pansrede Division)
  - 104. Felt Regiment Royal Horse Artillery (tilknyttet fra 8. Pansrede Division)
  - 98. Felt Regiment Royal Artillery
  - 84. Anti-tankregiment Royal Artillery
  - 53. Lette Anti-luftskytsregiment Royal Artillery
  - 2. Felt Eskadron Royal Engineers
  - 3. Felt Eskadron Royal Engineers
  - 141. Felt Park Eskadron Royal Engineers

- - 10 Pansrede Divisions Signalenhed

- 8. britiske Pansrede Brigade (Brigadegeneral Edward C.N. Custance)45 Crusader, 57 Grant, 31 Sherman-133 Kampvogne
  - 3. Royal Tank Regiment
  - Nottinghamshire Yeomanry (Sherwood Rangers)
  - Staffordshire Yeomanry

- 24. britiske pansrede brigade (Brigadegeneral Arthur G. Kenchington) 93 Sherman, 45 Crusader=138 Kampvogne
  - 41 Royal Tank Regiment
  - 45 Royal Tank Regiment
  - 47 Royal Tank Regiment
  - 11 Bataljon Kings Royal Rifle Corps

- 133. britiske infanteribrigade (Brigadegeneral Alec W. Lee)
  - 2. Bataljon, The Royal Sussex Regiment
  - 4. Bataljon, The Royal Sussex Regiment
  - 5. Bataljon, The Royal Sussex Regiment

## Panzer Armee Afrika
(Feltmarskal Erwin Rommel, Georg Stumme ved slagets start i Rommels fravær)

### Tropper fra hæren
- 90. tyske lette infanteridivision (Generalmajor Ernst Strecker)
  - 155. PanzerGrenadier Regiment (med 707. tunge Infanteri Kanonkompagni)
  - 200. PanzerGrenadier Regiment (med 708. tunge Infanteri Kanonkompagni)
  - 361. PanzerGrenadier Regiment (tidligere franske fremmedlegionærer af tysk herkomst)
  - 190. Artilleriregiment
  - 190. Anti-tankbataljon
  - under kommando: Styrke 288 (PanzerGrenadier Regiment 'Afrika', de tre nedennævnte bataljoner er ikke en del af denne 8-10 kompagniers detachement)
    - 605. Anti-tank Bataljon
    - 109. Anti-luftskytsbataljon
    - 606. Anti-luftskytsbataljon

- 164. tyske lette infanteridivision (Generalløjtnant Carl-Hans Lungershausen)
  - 125. Infanteriregiment
  - 382. Infanteriregiment
  - 433. Infanteriregiment
  - 220. Artilleriregiment
  - 220. Ingeniørbataljon
  - 220. Cyklist enhed
  - 609. Anti-luftskytsbataljon

- Ramcke faldskærmsbrigade (Generalmajor Hermann-Bernhard Ramcke)
  - En bataljon fra hver af 2., 3. og yderligere et faldskærmsregiment
  - Uddannelsesbataljon Burkhardt
  - Faldskærmsartilleribatteri
  - Faldskærms anti-tankbataljon

### TyskeAfrika Korps
(Generalløjtnant Wilhelm Ritter von Thoma)
- 15. tyske Panzer Division (Generalmajor Gustav von Vaerst)
  - 8. Panzer Regiment
  - 115. PanzerGrenadier Regiment
  - 33. Artilleriregiment
  - 33. Anti-Kampvognsbataljon
  - 33. Ingeniørbataljon

- 21. tyske Panzer division (Generalmajor Heinz von Randow)
  - 5. Panzer Regiment
  - 104. PanzerGrenadier Regiment
  - 155. Artilleriregiment
  - 39. Anti-tankbataljon
  - 200. Ingeniørbataljon

## Italienske Arme i Afrika
(Marskal Ettore Bastico)

(Note: Bortset fra Pistoia divisionen og tropperne i bagområderne, havde den Italienske hærs hovedkvarter i Afrika kun administrativ kontrol over de italienske styrker. Alle italienske styrker var under taktisk kontrol af Rommels Panzer Armee Afrika.)
- Pistoia Division
  - 35. Infanteriregiment
  - 36. Infanteriregiment
  - 3. Motoriserede Artilleriregiment
  -  ?? Bersaglieri Bataljon

### Giovani Fascisti (Ungfascisterne) Division
- 2 Infanteribataljoner

### X Italienske Korps
(Generalløjtnant Edoardo Nebba; Generalajor Enrico Frattini havde midlertidigt kommandoen indtil den 26. oktober)
- 9. Bersaglieri Regiment
- 16. Korps Artillerigruppe
- 8. Arme Artillerigruppe

- 27. italienske infanteridivision Brescia (Generalmajor Brunetto Brunetti)
  - 19. Infanteriregiment
  - 20. Infanteriregiment
  - 1. Selvkørende Artilleriregiment
  - 27. Blandede Ingeniørregiment

- 17. italienske infanteridivision Pavia (Brigadegeneral N. Scattaglia)
  - 27. Infanteriregiment
  - 28. Infanteriregiment
  - 26. Artilleriregiment
  - 17. Blandede Ingeniørbataljon

- 185. italienske Faldskærmsdivision Folgore (Generalmajor Enrico Frattini)
  - 185. Faldskærmsregiment
  - 186. Faldskærmsregiment
  - 187. Faldskærmsregiment
  - 185. Faldskærmsartilleriregiment

### XX italienske Korps
(Generalløjtnant Giuseppi de Stephanis)
- 8. Arme Artillerigruppe (del)
- 90. Ingeniørkompagni

- 132 italienske pansrede division Ariete (Major General Francesco Arena)
  - 132. Pansrederegiment
  - 8. Bersaglieri Regiment (motoriseret)
  - 132. Artilleri Regiment (motoriseret)
  - 3. Bataljon Lancieri de Novara
  - 3. Bataljon Nizza Cavalleria
  - 32. Blandede Ingeniørbataljon (motoriseret)

- 133. italienske pansrede division Littorio (Major General G. Bitossi)
  - 133. Kampvognsregiment
  - 5. Bersaglieri Infanteriregiment
  - 3. Artilleriregiment
  - 133. Artilleriregiment (del)
  - 3. Kampvognsgruppe Lancieri di Novara

- 101. italienske motoriserede division Trieste (Brigadegeneral Francisco La Ferla)
  - 11. Kampvognsrataljon
  - 65. Infanteriregiment
  - 6. Infanteriregiment
  - 21. Artilleriregiment
  - 8. Pansrede Bersagliereregiment
  - 52. Blandede Artilleribataljon

### XXI Italienske Korps
(Generalløjtnant Enea Navarini; generalmajor Alessandro Gloria havde midlertidigt kommandoen indtil 26. oktober)
- 7. Bersaglieriregiment
- 24. Korps Artillerirruppe
- 8. Arme Artillerirruppe (del)

- 102. italienske motoriserede division Trento (Brigadegeneral Giorgio Masina)
  - 61. Infanteriregiment
  - 62. Infanteriregiment
  - 46. Artilleriregiment

- 25. italienske infanteri division Bologna (Generalmajor Giorgio Masina)
  - 39. Infanteriregiment
  - 40. Infanteriregiment
  - 205. Artilleriregiment
  - 25. Ingeniørbataljon